# 允堪
允堪（？-1061年），浙江钱塘人，宋朝律学高僧。

## 生平
他从小从慧思出家，后学习南山律，先后于杭州大昭庆寺、苏州开元寺、秀州精严寺等寺庙建立戒坛，宣传南山律宗。撰有《四分律行事钞会正记》、《四分律戒本疏发挥记》、《四分律羯磨疏正源记》。其律学上见解有绕佛方向、衣制长短等，其著作《四分律行事钞会正记》与当时灵芝寺元照律师所著《四分律行事钞资持记》分析迥然不同。当时人们称允堪为会正宗，而元照则被为资持家。宋嘉祐六年圆寂。